# Георг фон Рехберг
Георг фон Рехберг (на немски: Georg von Rechberg, zu Ravenstein und Scharfenberg; † 30 ноември 1547) от благородническия швабски род Рехберг е господар на Равенщайн и Шарфенберг (в Донцдорф) в Баден-Вюртемберг.
Той е син на Еркингер фон Рехберг († 1525/1527), господар на Равенщайн и Шарфенберг, и съпругата му Доротея фон Хюрнхайм († 15 октомври 1529), дъщеря на Улрих фон Хюрнхайм и Анна фон Ахолфинген.
С Георг фон Рехберг цу Шарфенберг първият клон Рехберг цу Шарфенберг на фамилията изчезва през 1547 г. През 1549 г. се основава 2. клон Рехберг цу Шарфенберг чрез сестра му Маргарета Анна фон Рехберг († 9 март 1572), омъжена март 1536 г. за братовчед ѝ Йохан III фон Рехберг (Ханс) цу Илерайхен († 1574).

## Фамилия
Георг фон Рехберг цу Равенщайн-Шарфенберг се жени за Кунигунда фон Фрайберг († 8 юни 1550), дъщеря на Лудвиг фон Фрайберг цу Нойенщайслинген и Йохана фон Фрайберг цу Йопфинген. Бракът е бездетен.